# Yrjö Sariola
Yrjö Veikko Sariola, född 1 juni 1932 i Laukas, död 10 september 2016 i Jyväskylä, verkade som biskop i Lappo stift inom Evangelisk-lutherska kyrkan i Finland mellan åren 1974 och 1995.
Sariola prästvigdes år 1957 i S:t Michel, varefter han arbetade som församlingspastor i Anjalankoski, Kuusankoski, Jockas och Virdois. Efter att ha varit kaplan i Jyväskylä stadsförsamling, blev han vald till kyrkoherde i Laukas år 1969. Som tf. direktör för Kyrkans utbildningscentral verkade Sariola 1971–1971. År 1968 doktorerade Sariola vid Helsingfors universitet.
Tillsammans med hustrun Anna Maija (född Ahva) har Sariola barnen Heikki, Olavi, Jukka och Ilkka.